# Daniel Dayan
 (janvier 2018).
Pour les articles homonymes, voir Dayan.
Daniel Dayan, né en 1943, est directeur de recherches émérite au CNRS et intervient dans de nombreuses institutions comme l'Université de Genève et Science Po Paris. Spécialiste des médias, et de leurs audiences en particulier, traduit en 13 langues, il est l'auteur de nombreux articles scientifiques, plusieurs anthologies, et deux livres dont l'un en collaboration avec Elihu Katz.

## Biographie
Titulaire d'une licence d'anthropologie, de deux maîtrises (l'une en littérature comparée, l'autre en communication), Daniel Dayan a obtenu en 1977 un doctorat de sémiologie sous la direction de Roland Barthes sur La Chambre d'échos : dimension paragrammatique des séquences d'ouverture d'un film lisible "Stagecoach" de John Ford[réf. nécessaire].
De 1967 à 1968, il est l'assistant de Roland Barthes au Centre d'études des communications de masse (CECMAS) du CNRS. Il enseigne ensuite à l'Université Stanford, comme chargé de cours (1971-1973), puis comme professeur associé (1981-1983). De 1974 à 1980, il enseigne à l'Université de Jérusalem, avant de revenir sur le continent américain et occuper un poste de professeur associé à l'Annenberg School for Communications de Los Angeles (1983-1988 et 1991-1992). De 1990 à 1994, il enseigne la sociologie des médias à Science Po Paris, et anime un séminaire de sociologie des publics à l'École des hautes études en sciences sociales (1998-2001)[réf. nécessaire].
De 1988 à 1996, il est rattaché au Laboratoire "Communication & politique" du CNRS[réf. nécessaire].

## Distinctions
- 2011. Professeur invité à la New school for Social Research, New York
- 2005. Résidence à l'Institute for Advanced Studies de l'Université hébraïque de Jérusalem
- 2005. Chercheur à l'Université de Pennsylvanie.
- 2006. Professeur invité à l'Université de Bergen.
- 2001, expert étranger en sciences de la communication pour le British “Research Assessment Exercise”.
- 2000. Résidence à la Rockefeller Foundation, Bellagio.
- 1999-2004. Membre de la fondation European Science Foundation Media (programme « Changing media, Changing Europe »).
- Professeur invité à l'Université de Paris II-Institut français de presse
- Professeur invité à l'Université de Paris III (Sorbonne nouvelle)

En 2010, il a reçu le prix de l'ICA pour le livre Media Events: The Live Broadcasting of History (en coll. avec Elihu Katz)[réf. nécessaire].

## Publications

### Ouvrages
- 2008 (en coll. avec Monroe Price). Owning the Olympics : Narratives of the New China. New York: Michigan University Press.
- 2006. La terreur spectacle. Terrorisme et télévision. Paris: INA & De Boeck (2009 en portugais : O terror Espectàculo. Terrorismo & Televisao, Lisboa: Editoria Setenta).
- 1992 (en coll. aver Elihu Katz). Media Events. The Live Broadcasting of History. Cambridge: Harvard University Press (éditions française, italienne, espagnole, portugaise, japonaise, chinoise, coréenne, polonaise)
- 1983. Western Graffiti. Jeu de l’image et programmation du spectateur dans un film de John Ford. Paris: Clancier-Guénaud.

### Articles en ligne
- 2013. « Overhearing in the Public Sphere ». Deliberately Considered (24 février)
- 2013. « On Un-publics: Former Publics, Future Publics, Almost Publics, Observers and Genealogies ». Deliberately Considered  (8 février)
- 2013. « Dominique Strauss-Kahn and Presumed Innocence ». Deliberately Considered  (6 juin)
- 2011. « Entretien  de Lucien Sfez avec Daniel Dayan ». Quaderni, 2011/2, n° 75, pp. 73–84.
- 2011. « The Dramaturgy of the Poor? On a Flotilla to Gaza, Suicide Bombings in Morroco and Pakistan ». Deliberately Considered  (17 mai)
- 2011. « Osama and Obama: One Death, Four Invisibilities ». Deliberately Considered  (10 mai)
- 2011. « Qaddafi and Human Rights ». Deliberately Considered  (28 février)
- 2011. « A Baffling Exodus in Tunisia: Exit or Voice or Both? ». Deliberately Considered  (17 février)
- 2011. « Tunisia and Egypt: Questioning Insurrections ». Deliberately Considered  (12 février)
- 2011. « Political Leadership and Hostile Visibility ». Deliberately Considered  (4 février)
- 2011. « WikiLeaks and the Politics of Gestures ». Deliberately Considered  (25 janvier)
- 2010. « Voice of Dissent Should Always Be Welcome in Debate ». Deliberately Considered  (10 octobre)
- 2004. (en coll. avec Knut Lundby). « Télévision, réception et identité dans une ville africaine ». Le temps des médias, vol. 2 (n° 3)
- 2002. « Téléviser des monstres en Méditerranée ». La pensée de midi, vol. 3-1, N° 9
- 2002 (en coll. avec Jacques Mousseau). « Récits de guerre : expert ou témoin ? ». Communication et langages. Vol. 131, n° 1, pp. 6–22
- 2000. « Télévision : le presque-public ». Réseaux. Vol. 18, n° 100, pp. 427–456
- 1999. « Madame se meurt. Des publics se construisent. Le jeu des médias et du public aux funérailles de lady Diana ». Quaderni. Vol. 38, n° 1, pp. 49–68
- 1997. « Médias et diasporas ». Les cahiers de médiologie. Vol. 1, N° 3
- 1990. « Présentation du pape en voyageur. Télévision, expérience rituelle, dramaturgie politique ». Terrain, vol. 2, n° 15)
- 1989. « La télévision interruptive : entre spectacle et communication ». Hermès. N° 4, pp. 143 ss
- 1983 (en coll. avec Elihu Katz). « Rituels publics à usage privé : métamorphose télévisée d'un mariage royal ». Annales. Économies, Sociétés, Civilisations. Vol. 38, n° 1, pp. 3–20